# Reinhold Münzenberg
Reinhold Münzenberg (25 de janeiro de 1909 - 25 de junho de 1986) foi um futebolista alemão que competiu nas Copa do Mundo FIFA de 1934 e 1938.